# Lotus F1 Team
Ne pas confondre avec Team Lotus, présente en Formule 1 de 1958 à 1994.
Ne pas confondre avec Caterham F1 Team, écurie de Tony Fernandes présente en Formule 1 sous les noms Lotus Racing puis Team Lotus en 2010 et en 2011.
Ne pas confondre avec Lotus Renault GP, dénomination commerciale de l'écurie de Formule 1 Renault F1 Team en 2011.
Lotus F1 Team est une écurie de Formule 1 présente dans le championnat du monde en tant que constructeur de 2012 à 2015. 
L'écurie est issue du rachat partiel, en 2010, par Genii Capital de la structure basée à Enstone appartenant à Renault F1 Team. En 2011, l'écurie est rebaptisée Lotus Renault GP.
En 2012 Renault se désengage totalement et Genii Capital est l'actionnaire majoritaire de Lotus F1 Team ; le constructeur Lotus Cars, initialement commanditaire publicitaire principal, ne constitue qu'un prête-nom pour l'équipe. 
En 2013, Genii Capital vend 35 % de ses parts au consortium d'investissement Infinity Racing. Le 3 décembre 2015, Renault annonce sa reprise de Lotus F1 Team qui connaît de graves difficultés financières et son retour en Formule 1 en tant que constructeur sous la dénomination Renault Sport Formula One Team.
De 2012 à 2015, motorisée par Renault puis par Mercedes, Lotus obtient deux victoires avec Kimi Räikkönen et vingt-quatre podiums, avec le pilote finlandais, Romain Grosjean et Pastor Maldonado.

## Historique

### 2009-2011: l'arrivée en plusieurs étapes de Lotus Cars

#### 2010: Lotus Cars soutient l'écurie de Tony Fernandes
En 2009, la FIA lance un appel d'offres pour accueillir de nouvelles équipes à compter de 2010. La petite structure Litespeed présente sa candidature sous le nom de Litespeed Lotus alors qu'elle n'a aucun lien ni avec Lotus Cars, ni, avec le Team Lotus. 
Si la candidature de Litespeed n'est finalement pas retenue, Lotus Cars annonce alors sa volonté de prendre des mesures pour protéger son nom et sa réputation. À la suite du retrait de l'écurie BMW Sauber F1 Team, un nouvel appel d'offres est lancé et le gouvernement malaisien, inspiré par l'action de Litespeed, décide d'inscrire une nouvelle équipe nommée Lotus F1 Racing liée à Lotus Cars : le constructeur automobile national Proton, groupe automobile fondé en 1983 détient depuis 1998 80 % de Lotus Cars. 
La candidature est retenue le 15 septembre 2009 et, en 2010, l'écurie est baptisée Lotus Racing, Lotus Cars ayant accordé à l'écurie de course une franchise d'utilisation de son nom.

#### 2011: Lotus Cars soutient l'écurie Renault F1 Team
Toutefois, après une saison en Formule 1, Lotus Cars est déçu des performances de l'écurie de course dirigée par Tony Fernandes et dénonce son partenariat. Concomitamment, l'entreprise annonce son soutien à l'écurie Renault F1 Team pour la saison 2011. 
L'équipe est renommée Lotus Renault GP et les voitures prennent la livrée noir et or du Team Lotus dans les années 70-80. Si Tony Fernandes ne peut plus utiliser la dénomination Lotus, il a entretemps racheté les droits d'utilisation du nom Team Lotus pour sa propre écurie,. 
En 2011, on compte donc deux écuries Lotus  en championnat du monde : celle de Tony Fernandes, qui a perdu le soutien de la marque automobile Lotus cars, et l'écurie Lotus Renault GP, qui aligne des châssis Renault.
Le conflit autour du nom Lotus s'arrête fin 2011 quand Fernandes renomme son équipe Caterham F1 Team, ce qui permet à l'équipe d'Enstone de devenir officiellement l'équipe Lotus F1 Team à compter de 2012.

### 2012: première saison en tant que constructeur

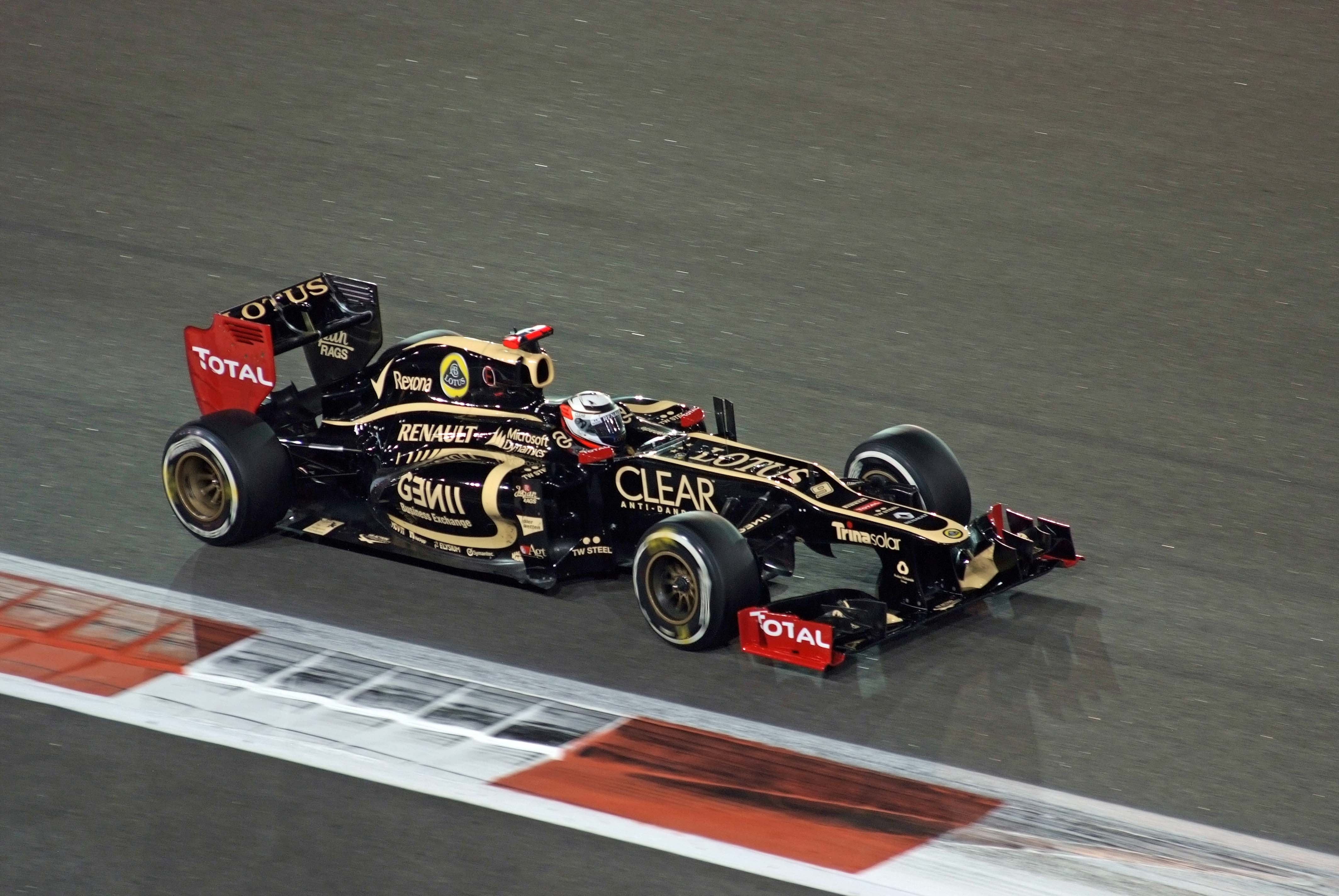
Kimi Räikkonen à bord de la Lotus E20 lors du Grand Prix d'Abou Dabi 2012

Le 29 novembre 2011, après de longues discussions avec Williams F1 Team, Kimi Räikkönen choisit de s'engager chez Lotus pour une durée de deux ans. Il remplace dans un premier temps Robert Kubica toujours en convalescence à la suite de son accident en rallye. Le 9 décembre 2011, Romain Grosjean devient son coéquipier.
La saison commence en fanfare pour la jeune équipe avec deux très bonnes qualifications du français Romain Grosjean. Le pilote qui effectue son retour en Formule 1 ne peut conclure en course et abandonne coup sur coup. Kimi Räikkönen marque néanmoins régulièrement des points en se classant septième en Australie puis cinquième en Malaisie. Le quatrième Grand Prix de la saison au Bahreïn vient mettre en lumière l'équipe basée à Enstone grâce à un double podium - Raikkonen signant la deuxième position juste devant son coéquipier qui réalise son premier podium en Formule 1. Sur les huit courses disputées en Europe, l'écurie réalise sept podiums dont cinq grâce à Kimi Räikkönen. Lors du Grand Prix de Belgique, Romain Grosjean est condamné par la FIA à une course de suspension pour avoir causé un accrochage au départ. Lotus F1 Team fait alors appel à son troisième pilote, titulaire l'année précédente chez Marussia, Jérôme d'Ambrosio. Si l'équipe inscrit des points lors de chaque Grand Prix, elle perd du terrain sur ses rivaux lors des Grands Prix asiatiques de Singapour et du Japon où Grosjean est à nouveau mis en cause dans un accrochage dès le début de l'épreuve et sanctionné par les commissaires. Lotus choisit alors de cesser le développement de son double DRS, système permettant d'augmenter l'appui au niveau de l'aileron arrière et de concentrer son attention sur les échappements à effet Coandă.
À Abou Dabi, lors d'un Grand Prix mouvementé, Kimi Räikkönen offre à son écurie sa première victoire en championnat du monde de Formule 1. Le 22 novembre, l'équipe annonce un partenariat avec le groupe Coca-Cola via sa boisson énergisante Burn, puis en Australie, un partenariat avec Columbia Records.

### 2013: confirmation des bons résultats
Le 17 mars 2013, Kimi Räikkönen, septième sur la grille de départ, remporte le Grand Prix inaugural en Australie grâce à une stratégie à deux arrêts alors que ses concurrents directs passent trois fois par les stands. Il obtient également le meilleur tour en course lors de l'ultime boucle de la course. L'écurie affirme sa régularité au Grand Prix de Bahreïn où, partis huitième et onzième, Kimi Räikkönen et Romain Grosjean terminent la course sur le podium derrière Sebastian Vettel. Après être partis respectivement quatrième et cinquième du Grand Prix d'Allemagne, Räikkönen et Grosjean terminent encore sur le podium derrière Vettel. Le Finlandais reste troisième du championnat du monde des pilotes avec 116 points et Grosjean est huitième avec 51 points tandis que l'écurie se maintient à la quatrième place du championnat du monde des constructeurs derrière Red Bull, Mercedes et Ferrari.
Néanmoins, la saison est marquée par un conflit avec Kimi Räikkönen : l'écurie choisit de privilégier ses ingénieurs et fournisseurs pour assurer le développement de sa monoplace au cours de la saison et ne verse pas son salaire. Räikkönen décide, après le Grand Prix d'Italie, de quitter l'écurie à la fin de la saison pour rejoindre Ferrari en 2014, ce qui accentue les frictions avec son équipe. Le 10 novembre 2013, Steve Robertson, son manager annonce que le Finlandais met fin à sa saison afin de se faire opérer du dos (le problème remonte à un accident avec Sauber en 2001) à Salzbourg le jeudi précédent le Grand Prix automobile des États-Unis 2013. Depuis le Grand Prix d'Abou Dabi, il ne pouvait dormir sans de puissants analgésiques. Un certificat médical permet à Räikkönen de préserver son contrat avec Lotus : le Finlandais pourra ainsi être payé normalement lorsque le management de Lotus sera en mesure de réunir la somme correspondant au salaire impayé du Finlandais,
En pleine lutte pour la seconde place du championnat contre Ferrari, Lotus cherche un pilote capable de marquer des points importants. Sont ainsi contactés Heikki Kovalainen, Pastor Maldonado, Rubens Barrichello, Kamui Kobayashi, Michael Schumacher et Davide Valsecchi. Ferrari, qui a payé le salaire en souffrance de Nico Hülkenberg chez Sauber afin que son contrat reste valide, oppose son refus à ce transfert. Finalement, Lotus engage Heikki Kovalainen libéré par Caterham. Lotus termine quatrième du championnat du monde avec 315 points.

### 2014: changement de direction
Fin 2013, l'équipe connaît des difficultés financières ; 80 employés sont congédiés, le directeur technique James Allison quitte l'équipe pour rejoindre Ferrari, tout comme Éric Boullier qui part chez McLaren,. Gérard Lopez prend la direction de l'équipe et Federico Gastaldi devient Team Manager. Côté pilotes, Raikkonen est remplacé par Pastor Maldonado qui arrive avec son sponsor PDVSA.
Dans ces conditions, le développement de la nouvelle Lotus E22 est très perturbé, d'autant que le changement de règlementation moteur (passage du V8 au V6 turbo) nécessite beaucoup de préparation. Le début de saison est désastreux. En Espagne et à Monaco, Grosjean termine huitième et inscrit 8 points. Maldonado inscrit 2 points en terminant neuvième à Austin. L'équipe finit huitième du championnat et, ayant connu beaucoup de problèmes moteurs, décide de quitter Renault pour Mercedes en 2015.

### 2015: motorisation Mercedes

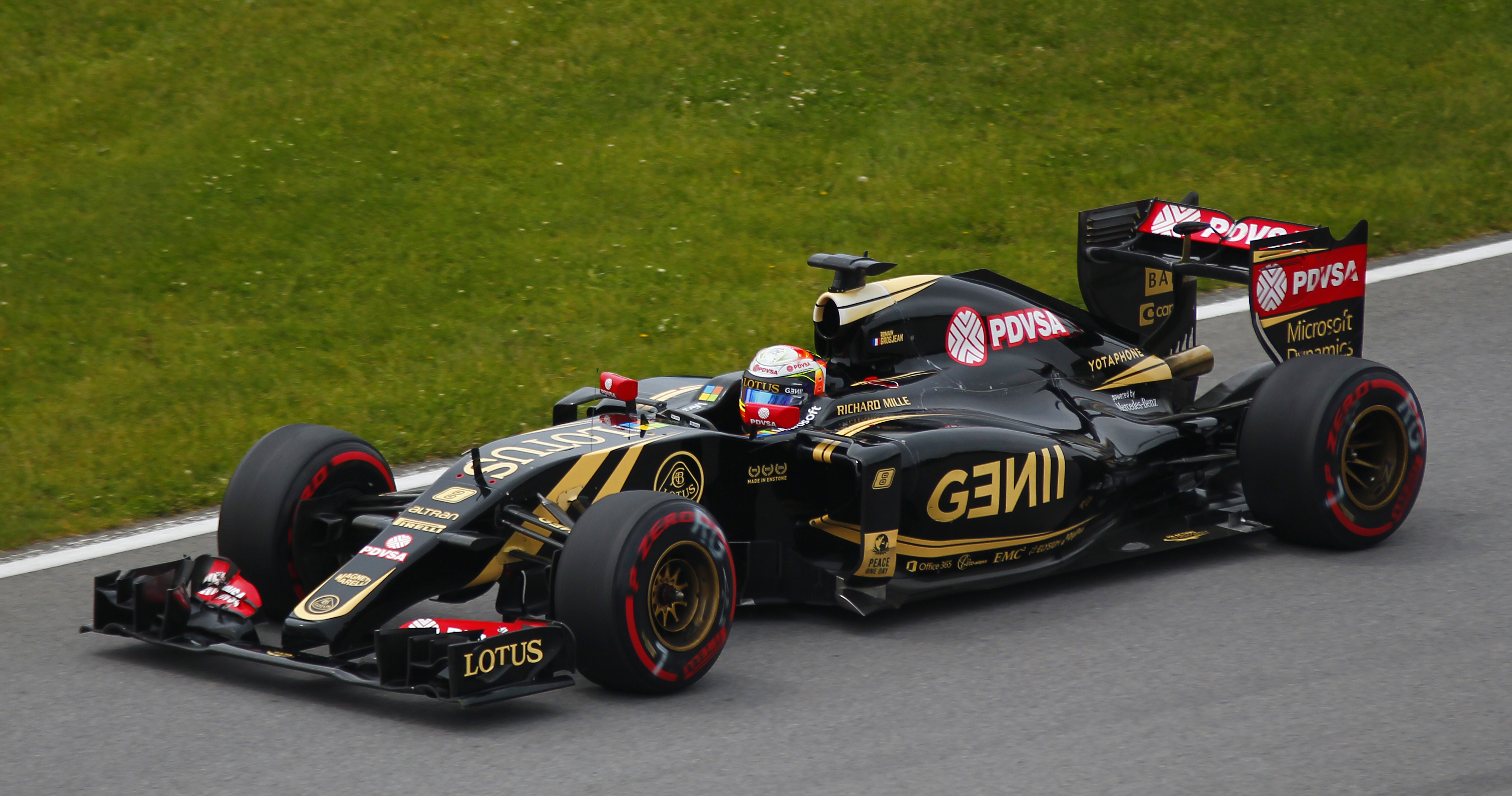
Romain Grosjean - Grand Prix du Canada- 7 juin 2015

Après plusieurs mois de discussions Lotus F1 Team annonce, le 9 octobre 2014, que ses monoplaces seront équipées du V6 Mercedes en 2015. 
Le début de la saison est prometteur puisque lors des qualifications pour le Grand Prix inaugural en Australie, les deux pilotes atteignent la dernière phase la Q3, une première après une année d'attente. Pastor Maldonado s'accroche avec Felipe Nasr dans le premier virage de la course et détruit sa Lotus E23 Hybrid tandis que Romain Grosjean abandonne après un tour. En Malaisie, Grosjean se qualifie à la huitième place mais, accroché par Sergio Pérez en fin de course, ne termine que onzième tandis que Maldonado abandonne à la suite d'un problème de freins.
Il faut attendre le Grand Prix de Chine pour que Grosjean, parti huitième, marque les premiers points de l'équipe en se classant septième ; Pastor Maldonado abandonne une nouvelle fois, accroché par Jenson Button en fin d'épreuve. À Bahreïn le Français termine à nouveau septième. En Espagne, au terme d'un week-end difficile, les deux pilotes échouent aux portes de la dernière phase qualificative ; Grosjean se classe huitième de la course quand le Vénézuélien abandonne encore une fois.
Au Grand Prix de Belgique, Romain Grosjean réalise le quatrième temps des qualifications mais est pénalisé d'un recul de cinq places sur la grille à cause d'un changement de boîte de vitesses. Au terme d'un Grand Prix très disputé, il finit sur la troisième marche du podium. Après négociations avec les huissiers pour apurer les dettes de l'équipe, Lotus marque, grâce à Maldonado, 4 points à Singapour après le double abandon du Grand Prix d'Italie. Au Japon comme aux États-Unis, au Mexique et au Brésil l'écurie inscrit quelques points.

### 2016: Lotus F1 Team disparaît au profit de Renault Sport Formula One Team
Après l'annonce de l'acquisition de l'écurie par le Groupe Renault le 18 décembre 2015, l'écurie lance 40 recrutements et Frédéric Vasseur est pressenti pour devenir directeur de course,. 
Le 3 février 2016, la conférence de presse du Groupe Renault, animée par son PDG Carlos Ghosn, détaille l'organisation de la nouvelle écurie Renault Sport Formula One Team autour des pôles d'Enstone en Grande-Bretagne et de Viry-Châtillon qui marque la fin de l'écurie Lotus F1 Team.

## Résultats en championnat du monde de Formule 1
| Saison | Écurie        | Châssis          | Moteur      | Pneus   | Pilotes                                          | Grands Prix disputés | Points inscrits | Classement |
| ------ | ------------- | ---------------- | ----------- | ------- | ------------------------------------------------ | -------------------- | --------------- | ---------- |
| 2012   | Lotus F1 Team | Lotus E20        | Renault V8  | Pirelli | Kimi Räikkönen Romain Grosjean Jérôme d'Ambrosio | 20                   | 303             | 4e         |
| 2013   | Lotus F1 Team | Lotus E21        | Renault V8  | Pirelli | Kimi Räikkönen Romain Grosjean Heikki Kovalainen | 19                   | 315             | 4e         |
| 2014   | Lotus F1 Team | Lotus E22        | Renault V6  | Pirelli | Romain Grosjean Pastor Maldonado                 | 19                   | 10              | 8e         |
| 2015   | Lotus F1 Team | Lotus E23 Hybrid | Mercedes V6 | Pirelli | Romain Grosjean Pastor Maldonado                 | 19                   | 78              | 6e         |

| Saison | Écurie        | Châssis    | Moteur                    | Pneus   | Pilotes           | Courses | Courses | Courses | Courses | Courses | Courses | Courses | Courses | Courses | Courses | Courses | Courses | Courses | Courses | Courses | Courses | Courses | Courses | Courses | Courses | Points inscrits | Classement |
| Saison | Écurie        | Châssis    | Moteur                    | Pneus   | Pilotes           | 1       | 2       | 3       | 4       | 5       | 6       | 7       | 8       | 9       | 10      | 11      | 12      | 13      | 14      | 15      | 16      | 17      | 18      | 19      | 20      | Points inscrits | Classement |
| --- | ------------- | ---------- | ------------------------- | ------- | ----------------- | ------- | ------- | ------- | ------- | ------- | ------- | ------- | ------- | ------- | ------- | ------- | ------- | ------- | ------- | ------- | ------- | ------- | ------- | ------- | ------- | --------------- | ---------- |
| 2012 | Lotus F1 Team | E20        | Renault V8 RS27-2012      | Pirelli |                   | AUS     | MAL     | CHI     | BAH     | ESP     | MON     | CAN     | EUR     | GBR     | ALL     | HON     | BEL     | ITA     | SIN     | JAP     | COR     | IND     | ABU     | USA     | BRÉ     | 303             | 4e         |
| 2012 | Lotus F1 Team | E20        | Renault V8 RS27-2012      | Pirelli | Kimi Räikkönen    | 7e      | 5e      | 14e     | 2e      | 3e      | 9e      | 8e      | 2e      | 5e      | 3e      | 2e      | 3e      | 5e      | 6e      | 6e      | 5e      | 7e      | 1re     | 6e      | 10e     | 303             | 4e         |
| 2012 | Lotus F1 Team | E20        | Renault V8 RS27-2012      | Pirelli | Romain Grosjean   | Abd     | Abd     | 6e      | 3e      | 4e      | Abd     | 2e      | Abd     | 6e      | 18e     | 3e      | Abd     |         | 7e      | 19e*    | 7e      | 9e      | Abd     | 7e      | Abd     | 303             | 4e         |
| 2012 | Lotus F1 Team | E20        | Renault V8 RS27-2012      | Pirelli | Jérôme d'Ambrosio |         |         |         |         |         |         |         |         |         |         |         |         | 13e     |         |         |         |         |         |         |         | 303             | 4e         |
| 2013 | Lotus F1 Team | E21        | Renault V8 RS27-2013      | Pirelli |                   | AUS     | MAL     | CHI     | BAH     | ESP     | MON     | CAN     | GBR     | ALL     | HON     | BEL     | ITA     | SIN     | COR     | JAP     | IND     | ABU     | USA     | BRÉ     |         | 315             | 4e         |
| 2013 | Lotus F1 Team | E21        | Renault V8 RS27-2013      | Pirelli | Kimi Räikkönen    | 1re     | 7e      | 2e      | 2e      | 2e      | 10e     | 9e      | 5e      | 2e      | 2e      | Abd     | 11e     | 3e      | 2e      | 5e      | 7e      | Abd     |         |         |         | 315             | 4e         |
| 2013 | Lotus F1 Team | E21        | Renault V8 RS27-2013      | Pirelli | Romain Grosjean   | 10e     | 6e      | 9e      | 3e      | Abd     | Abd     | 13e     | 19e*    | 3e      | 6e      | 8e      | 8e      | Abd     | 3e      | 3e      | 3e      | 4e      | 2e      | Abd     |         | 315             | 4e         |
| 2013 | Lotus F1 Team | E21        | Renault V8 RS27-2013      | Pirelli | Heikki Kovalainen |         |         |         |         |         |         |         |         |         |         |         |         |         |         |         |         |         | 14e     | 14e     |         | 315             | 4e         |
| 2014 | Lotus F1 Team | E22        | Renault V6 Energy F1-2014 | Pirelli |                   | AUS     | MAL     | BAH     | CHI     | ESP     | MON     | CAN     | AUT     | GBR     | ALL     | HON     | BEL     | ITA     | SIN     | JAP     | RUS     | USA     | BRÉ     | ABU     |         | 10              | 8e         |
| 2014 | Lotus F1 Team | E22        | Renault V6 Energy F1-2014 | Pirelli | Romain Grosjean   | Abd     | 11e     | 12e     | Abd     | 8e      | 8e      | Abd     | 14e     | 12e     | Abd     | Abd     | Abd     | 16e     | 13e     | 15e     | 17e     | 11e     | 17e*    | 13e     |         | 10              | 8e         |
| 2014 | Lotus F1 Team | E22        | Renault V6 Energy F1-2014 | Pirelli | Pastor Maldonado  | Abd     | Abd     | 14e     | 14e     | 15e     | Np      | Abd     | 12e     | 17e*    | 12e     | 13e     | Abd     | 14e     | 12e     | 16e     | 18e     | 9e      | 12e     | Abd     |         | 10              | 8e         |
| 2015 | Lotus F1 Team | E23 Hybrid | Mercedes V6 PU106B        | Pirelli |                   | AUS     | MAL     | CHI     | BAH     | ESP     | MON     | CAN     | AUT     | GBR     | HON     | BEL     | ITA     | SIN     | JAP     | RUS     | USA     | MEX     | BRÉ     | ABU     |         | 78              | 6e         |
| 2015 | Lotus F1 Team | E23 Hybrid | Mercedes V6 PU106B        | Pirelli | Romain Grosjean   | Abd     | 11e     | 7e      | 7e      | 8e      | 12e     | 10e     | Abd     | Abd     | 7e      | 3e      | Abd     | 13e*    | 7e      | Abd     | Abd     | 10e     | 8e      | 9e      |         | 78              | 6e         |
| 2015 | Lotus F1 Team | E23 Hybrid | Mercedes V6 PU106B        | Pirelli | Pastor Maldonado  | Abd     | Abd     | Abd     | 15e     | Abd     | Abd     | 7e      | 7e      | Abd     | 14e     | Abd     | Abd     | 12e     | 8e      | 7e      | 8e      | 11e     | 10e     | Abd     |         | 78              | 6e         |
| Légende |               |            |                           |         |                   |         |         |         |         |         |         |         |         |         |         |         |         |         |         |         |         |         |         |         |         |                 |            |
| Légende : ici |               |            |                           |         |                   |         |         |         |         |         |         |         |         |         |         |         |         |         |         |         |         |         |         |         |         |                 |            |
| - * le pilote n'a pas fini la course, mais a été classé parce qu'il a parcouru plus de 90 % de la distance de la course. |               |            |                           |         |                   |         |         |         |         |         |         |         |         |         |         |         |         |         |         |         |         |         |         |         |         |                 |            |

## Palmarès des pilotes Lotus
| Pilote            | Grand Prix disputés | Victoires | Podiums | Points inscrits | Meilleur tour en course | Tours en tête | Meilleur classement |
| ----------------- | ------------------- | --------- | ------- | --------------- | ----------------------- | ------------- | ------------------- |
| Romain Grosjean   | 76                  | 0         | 10      | 287             | 1                       | 38            | 2e                  |
| Pastor Maldonado  | 38                  | 0         | 0       | 29              | 0                       | 0             | 7e                  |
| Kimi Räikkönen    | 37                  | 2         | 15      | 390             | 4                       | 85            | 1er                 |
| Heikki Kovalainen | 2                   | 0         | 0       | 0               | 0                       | 0             | 14e                 |
| Jérôme d'Ambrosio | 1                   | 0         | 0       | 0               | 0                       | 0             | 13e                 |

## Lotus F1 Junior Team
Lotus F1 a sa filière de jeunes pilotes, à l'instar du Red Bull Junior Team, pour Red Bull Racing. Le Lotus F1 Junior Team existe depuis 2002, et évoluait sous le nom de Renault Driver Development, à l'époque, pour le Renault F1 Team. Des pilotes, comme Romain Grosjean sont notamment issus de cette filière.